# Phạm Huy Tập
Phạm Huy Tập (sinh năm 1957) là một sĩ quan cấp cao trong Quân đội nhân dân Việt Nam, hàm Trung tướng, từng là Chính ủy Bộ đội Biên phòng từ năm 2012 đến năm 2017.

## Thân thế và sự nghiệp
Ông sinh năm 1957, quê quán tại: xã Đông Ninh, huyện Khoái Châu, tỉnh Hưng Yên (Là một vùng quê hiếu học ven sông Hồng thuộc tình Hưng Yên).
Trước năm 2012, ông từng giữ chức Phó Tư lệnh Bộ đội Biên phòng
Năm 2012, bổ nhiệm giữ chức Chính ủy Bộ đội Biên phòng
Từ tháng 7/2017, ông nghỉ hưu.
Thiếu tướng (2009), Trung tướng (10.2013)